# Soyouz TM-24
Soyouz TM-24 est une mission spatiale russe lancée le 17 août 1996, transportant 3 membres d'équipage vers la station spatiale Mir. L'équipage était composé des cosmonautes Valery Korzun et Alexander Kalery, et de la première Française dans l'espace, Claudie André-Deshays. Ils ont rejoint l'astronaute américain Shannon Lucid et l'équipage de Mir 21, Iouri Onoufrienko et Yuri Usachev. Andre-Deshays a réalisé des expériences médicales et biologiques à bord de Mir pendant 16 jours avant de retourner sur Terre avec Onufriyenko et Usachev.

## Équipage
Décollage :
- Valery Korzun (1)
- Alexandr Kaleri (2)
- Claudie Haigneré (1) - (France)

Atterrissage :
- Valery Korzun (1)
- Alexandr Kaleri (2)
- Reinhold Ewald (1) de l'ESA (Allemagne)

## Points importants
27e expédition vers Mir. Présence d'une spationaute française.